# E28A (Ecuador)
De E28A of Vía Colectora Quito-Tambillo (Verzamelweg Quito-Tambillo) is een secundaire nationale weg in Ecuador. De weg loopt van de hoofdstad Quito naar Tambillo en is ongeveer 20 kilometer lang.